# 11e régiment de dragons (Autriche-Hongrie)
Pour les articles homonymes, voir 11e régiment.
« 3e régiment de dragons (Autriche) » redirige ici. Pour le régiment de dragons austro-hongrois existant après 1867, voir 3e régiment de dragons (Autriche-Hongrie).
Le 11e régiment de dragons, connu à partir de 1867 comme 11e régiment de dragons « empereur », est une unité de l'Armée commune austro-hongroise. Cette unité est créée en 1631 et est dissoute en 1918.

## Création et différentes dénominations
- 1688 : formation du régiment de dragons Heissler[1]
- 1798 : devient 8e régiment de dragons légers (leichtes Dragoner-Regiment Nr. 8)[1]
- 1802 : devient 3e régiment de dragons (Dragoner-Regiment Nr. 3)[1]
- 1860 : devient 11e régiment de cuirassiers (Kürassier-Regiment Nr. 11)[1]
- 1867 : devient 11e régiment de dragons (Dragoner-Regiment Nr. 11)[1]
- 1918 : dissous

## Uniforme
Le régiment porte au milieu du XVIIIe siècle une veste rouge à parements noirs, gilet et hauts-de-chausses jaune paille, des bandoulières rouges et des boutons jaunes. En 1765, il reçoit officiellement un uniforme commun aux régiments de dragons, veste rouge avec couleur distinctive noire et des boutons blancs. En 1767, cet uniforme devient blanc avec la couleur distinctive noire et des boutons blancs. Le 12e régiment de dragons légers reçoit en 1798 un uniforme vert foncé avec couleur distinctive gris de lin et boutons jaunes. Le 3e dragon reçoit en 1801 un uniforme blanc, couleur distinctive rouge Pompadour et boutons blancs, couleurs conservées jusqu'en 1860. Le 11e régiment de cuirassiers continue de porter ces couleurs,.
Devenu 11e régiment de dragons en 1867, le régiment reçoit la couleur distinctive écarlate et des boutons blancs sur la veste bleue des dragons.